# NGC 5514A
NGC 5514A (другие обозначения — UGC 9102, MCG 1-36-23, ZWG 46.66, VV 70, KCPG 420B, PGC 93124) — галактика в созвездии Волопас.
Этот объект не входит в число перечисленных в оригинальной редакции «Нового общего каталога» и был добавлен позднее.